# Ring Magazine Kampf des Jahres
Seit 1922 vergibt das US-amerikanische Magazin The Ring jährlich den Preis für den Kampf des Jahres auf globaler Ebene.

## 1920er
- 1922:  Harry Greb W 15  Gene Tunney
- 1923:  Jack Dempsey KO 2  Luis Firpo
- 1924:  Gene Tunney TKO 15  Georges Carpentier
- 1925:  Harry Greb W 15  Mickey Walker
- 1926:  Gene Tunney W 10  Jack Dempsey I
- 1927:  Gene Tunney W 10  Jack Dempsey II
- 1928:  Tommy Loughran W 15  Leo Lomski
- 1929:  Max Schmeling TKO 9  Johnny Risko

## 1930er
- 1930:  Jackie Kid Berg W 10  Kid Chocolate I
- 1931:  Max Schmeling TKO 15  Young Stribling
- 1932:  Tony Canzoneri W 15  Billy Petrolle II
- 1933:  Max Baer TKO 10  Max Schmeling
- 1934:  Barney Ross W 15  Jimmy McLarnin I
- 1935:  Joe Louis KO 4  Max Baer
- 1936:  Max Schmeling KO 12  Joe Louis I
- 1937:  Joe Louis W 15  Tommy Farr
- 1938:  Henry Armstrong W 15  Lou Ambers I
- 1939:  Joe Louis KO 11  Bob Pastor II

## 1940er
- 1940:  Ceferino Garcia D 10  Henry Armstrong
- 1941:  Joe Louis KO 13  Billy Conn I
- 1942:  Willie Pep W 15  Chalky Wright I
- 1943:  Beau Jack W 15  Bob Montgomery II
- 1944:  Bob Montgomery W 15  Beau Jack III
- 1945:  Rocky Graziano KO 10  Red Cochrane I
- 1946:  Tony Zale KO 6  Rocky Graziano I
- 1947:  Rocky Graziano TKO 6  Tony Zale II
- 1948:  Marcel Cerdan TKO 12  Tony Zale
- 1949:  Willie Pep W 15  Sandy Saddler II

## 1950er
- 1950:  Jake LaMotta KO 15  Laurent Dauthuille II
- 1951:  Jersey Joe Walcott KO 7  Ezzard Charles III
- 1952:  Rocky Marciano KO 13  Jersey Joe Walcott I
- 1953:  Rocky Marciano TKO 11  Roland La Starza I
- 1954:  Rocky Marciano KO 8  Ezzard Charles II
- 1955:  Carmen Basilio TKO 12  Tony DeMarco II
- 1956:  Carmen Basilio TKO 9  Johnny Saxton II
- 1957:  Carmen Basilio W 15  Sugar Ray Robinson I
- 1958:  Sugar Ray Robinson W 15  Carmen Basilio II
- 1959:  Gene Fullmer TKO 14  Carmen Basilio I

## 1960er
- 1960:  Floyd Patterson KO 5  Ingemar Johansson II
- 1961:  Joe Brown W 15  Dave Charnley II
- 1962:  Joey Giardello W 10  Henry Hank II
- 1963:  Cassius Clay W 10  Doug Jones
- 1964:  Cassius Clay TKO 7  Sonny Liston I – Clay vs. Liston I
- 1965:  Floyd Patterson W 12  George Chuvalo
- 1966:  José Torres W 15  Eddie Cotton
- 1967:  Nino Benvenuti W 15  Emile Griffith I
- 1968:  Dick Tiger W 10  Frank DePaula
- 1969:  Joe Frazier TKO 7  Jerry Quarry I

## 1970er
- 1970:  Carlos Monzón TKO 12  Nino Benvenuti I
- 1971:  Joe Frazier W 15  Muhammad Ali I – Fight of the Century
- 1972:  Bob Foster KO 14  Chris Finnegan
- 1973:  George Foreman KO 2  Joe Frazier I – The Sunshine Showdown
- 1974:  Muhammad Ali KO 8  George Foreman – Rumble in the Jungle
- 1975:  Muhammad Ali TKO 14  Joe Frazier III – Thrilla in Manila
- 1976:  George Foreman KO 5  Ron Lyle
- 1977:  Jimmy Young W 12  George Foreman
- 1978:  Leon Spinks W 15  Muhammad Ali I
- 1979:  Danny Lopez KO 15  Mike Ayala

## 1980er
- 1980:  Matthew Saad Muhammad KO 14  Yaqui Lopez II
- 1981:  Sugar Ray Leonard TKO 14  Thomas Hearns I
- 1982:  Bobby Chacon UD 15  Rafael Limón IV
- 1983:  Bobby Chacon W 12  Cornelius Boza Edwards II
- 1984:  José Luis Ramírez TKO 4  Edwin Rosario II
- 1985:  Marvelous Marvin Hagler TKO 3  Thomas Hearns
- 1986:  Stevie Cruz W 15  Barry McGuigan
- 1987:  Sugar Ray Leonard W 12  Marvelous Marvin Hagler
- 1988:  Tony Lopez W 12  Rocky Lockridge I
- 1989:  Roberto Durán W 12  Iran Barkley

## 1990er
- 1990:  Julio César Chávez TKO 12  Meldrick Taylor I
- 1991:  Robert Quiroga W 12  Akeem Anifowoshe
- 1992:  Riddick Bowe W 12  Evander Holyfield I
- 1993:  Michael Carbajal KO 7  Humberto González I
- 1994:  Jorge Castro TKO 9  John David Jackson I
- 1995:  Saman Sorjaturong TKO 7  Humberto González
- 1996:  Evander Holyfield TKO 11  Mike Tyson I
- 1997:  Arturo Gatti TKO 5  Gabriel Ruelas
- 1998:  Ivan Robinson W 10  Arturo Gatti I
- 1999:  Paulie Ayala W 12  Johnny Tapia I

## 2000er
- 2000:  Erik Morales W 12  Marco Antonio Barrera I
- 2001:  Micky Ward W 10  Emanuel Augustus
- 2002:  Micky Ward W 10  Arturo Gatti I
- 2003:  Arturo Gatti W 10  Micky Ward III
- 2004:  Marco Antonio Barrera W 12  Erik Morales III
- 2005:  Diego Corrales TKO 10  José Luis Castillo I
- 2006:  Somsak Sithchatchawal TKO 10  Mahyar Monshipour
- 2007:  Israel Vázquez TKO 6  Rafael Márquez II
- 2008:  Israel Vázquez W 12  Rafael Márquez III
- 2009:  Juan Manuel Márquez TKO 9  Juan Diaz I

## 2010er
- 2010:  Giovanni Segura KO 8  Iván Calderón I
- 2011:  Victor Ortiz W 12  Andre Berto
- 2012:  Juan Manuel Márquez KO 6  Manny Pacquiao IV
- 2013:  Timothy Bradley W 12  Ruslan Prowodnikow
- 2014:  Lucas Matthysse KO 11  John Molina
- 2015:  Francisco Vargas TKO 9  Takashi Miura
- 2016:  Francisco Vargas U 12  Orlando Salido
- 2017:  Anthony Joshua TKO 11  Wladimir Klitschko
- 2018:  Saúl Álvarez W 12  Gennadi Golowkin
- 2019:  Naoya Inoue W 12  Nonito Donaire